# Den indre Hals
Den indre Hals er en dansk medicinsk film fra 1942 med instruktion og manuskript af Svend Smith.

## Handling
Strubelåget og stemmebånd iagttages, og stemmelæbernes stilling ved forskellige stemmelejer registreres ved hjælp af stroboskopi.